# Qlīpōt
Qliphoth (hebr. sg. קליפה qliphah ‚Schale‘, ‚Hülle‘, pl. קליפות qliphoth), auch Qelippot oder Klippot, sind metaphorische verhüllende Schalen um „Funken göttlicher Lichtemanation“. Sie sind synonym mit unreinen geistigen Kräften, Quellen von spiritueller, religiöser Unreinheit, indem Gott eine dualistische Wesenheit und Sitra Achra (סטרא אחרא ‚andere Seite‘), die zur göttlichen Heiligkeit im Gegensatz stehende andere Seite, zugeschrieben wird.  Qliphoth sind synonym mit Götzendienst (Idolatrie) und unreinen geistigen Kräften, Quellen von spiritueller, religiöser Unreinheit, indem Gott falsche dualistische, trinitarische oder mehrfache Wesenheit zugeschrieben wird. Nach jüdischer Lehre ist der christliche Glaube an einen dreieinigen Gott Götzendienst (Avoda sara).

## Jüdische Kabbala
Eine mystische Richtung innerhalb der spanischen Kabbala, der der Autor des pseudepigraphischen Zohar nahestand, geht von einer linken Emanation aus, die den zehn „heiligen“ Sephiroth zehn „unheilige“ oder „unreine“ gegenüberstellt. Nach der Zohar-Auslegung des 1. Buch Mose hat Gott vor der Schöpfung der gegenwärtigen Welt andere Welten erschaffen und diese wegen ihrer Unvollkommenheit wieder zerstört. Als ihre Typisierung werden die Könige von Edom angesehen. Die Reste dieser Welten haben sich laut Zohar als Schalen (hebr. Qliphoth) erhalten und repräsentieren Götzendienst und spirituelle Unreinheit in der Welt (die „Hinterseite“, hebr. סטרא אחרא sitra achra ‚andere Seite‘). Sie enthalten noch „Funken von Heiligkeit“ (hebr. nizzozoth schel keduschah). Das Böse wird als Manifestation der fünften Sephirā Gewurah (Din) gesehen, die von der ausgleichenden Kraft der vierten Sephirā getrennt wurde.
Die lurianische Kabbala versteht unter Qliphoth die Scherben der inneren sechs Sephiroth-Gefäße, die dem Durchströmen des unendlichen Lichtes von En Sof nicht standhalten konnten und deshalb zerbrachen (Schwirat ha-Kelim). Sie blieben jedoch in der Welt erhalten. Sie sind spirituelle Hindernisse, die ihre Existenz von Gott (אור Or‚ Licht’) in einem eher äußeren denn innerem Sinne haben. Sie treten in der absteigenden Ordnung Seder hischtalschelut (hebr. סדר השתלשלות ‚Ordnung der Evolution‘) durch Tzimtzum (Selbstkontraktion Gottes aus seiner eigenen Mitte) zum Zweck der Schöpfung der Welt in Erscheinung. Göttlichkeit im Judentum bedeutet die ein-einzige Wirklichkeit Gottes. Qlīpōt verhüllen diese jedoch, wie Schalen die enthaltene Frucht umhüllen. Qlīpōt sind daher synonym mit Götzendienst (Idolatrie) und sitra achra. Qliphoth als metaphorisch verhüllende Schalen haben jedoch auch gute Eigenschaften. Wie Schalen die Frucht schützen, so hindern sie die metaphysische göttliche Licht-Emanation am (unkontrollierten) Zerstreutwerden. Kabbala unterscheidet verschiedene Qlīpōt-Gefilde, drei gänzlich unreine und ein mittelmäßig unreines. Deren vier konzentrische Ausdrücke sind aus der Merkaba-Vision Ezechiels entnommen. Wie die Sephiroth senden sie Funken (niṣōṣōt) aus, die sich mit den Funken der Sephiroth vermischen und in die Seelen einwandern, so dass jede Seele ein individuelles Mischungsverhältnis von guten und bösen Anteilen hält, das aber harmonisiert und transformiert werden kann.

## Okkultismus
Strömungen des Okkultismus und des Pfades zur linken Hand haben eigene Konzepte der Qliphoth (alternativ: Qlippoth, Kelippot, Kliffot) entwickelt. Die Qliphoth werden entweder als teuflischen Dämonen oder diese beheimatende Regionen identifiziert. Aleister Crowley spricht von ihnen als drei Verkörperungen der Formen des Bösen (vor Samael): Qemetial, Belial und Othiel (siehe Liber 777). Israel Regardie stellt sogar einen eigenen Baum von zehn Qlīpōt auf, die den Sephiroth gegenüberstehen:
obere Qlīpōt:
1. Thaumiel, Thamiel (hebr. təɁōmiʕēl): Gottes Zwilling
zugeordnete Dämonen: Satan, Moloch
2. Ghagiel, Chaigidel: Verwirrung von Gottes Macht
zugeordnete Dämonen: Beelzebub, Adam Belial
3. Sathariel: Verbergung Gottes
zugeordneter Dämon: Lucifuge Rofocale
mittlere Qlīpōt:
1. Gha'agsheblah, Gamchicoth: die Oger
zugeordnete Dämonen: Astaroth, Ištar, Isis
2. Golachab: brennende Körper
zugeordneter Dämon: Asmodäus
3. Thagirion: die, die Kummer und Tränen verbreiten
zugeordneter Dämon: Belphegor
untere Qlīpōt:
1. A'arab Zaraq, Harab Serapel: die Raben der Gottesverbrennung
zugeordnete Dämonen: Baal, Tubal-Kain
2. Samael: Gottes Trostlosigkeit, die linke Hand
zugeordneter Dämon: Adramelech
3. Gamaliel: Gottes Verunreinigung
zugeordnete Dämonin: Lilith
unterste Qlīpā:
- Nehemoth: Flüsterer, Nachtgespenster

zugeordnete Dämonin: Naama(h), Nehema
Die ursprüngliche Kabbala kennt nur vier Qliphoth (Bill Heidrick und Éliphas Lévi: La clef des grands mystères).

## Kaschmirischer Shivaismus
Im kaschmirischen Shivaismus (9. Jh. n. Chr.) des Pfades zur rechten Hand, existiert ein ähnliches Modell: Ishvara strahlt (entsprechend En Sof) das Sadvidya-Tattva (Licht) aus, welches in Interaktion mit dem Maya-Tattva (Dunkelheit, Zorn) fünf Hüllen (Kanchukas) um den Purusha erzeugt (Shuddhashuddha Tattvas), die Vorläufer der weiteren fünf Elemente der Mentalebene, welche ebenfalls positiv und negativ sind. Die Geistfunken werden hier als Ātma-Anu bezeichnet.